# Freital
Freital (traducible del alemán como "Valle Libre") es una ciudad del estado federado de Sajonia, Alemania. Ubicada a orillas del Weißeritz, unos 8 km al sudoeste de Dresde, se trata de la segunda localidad más grande del distrito de Suiza Sajona-Montes Metálicos Orientales por detrás de la capital, Pirna. Se formó en 1921 a partir de la unión de las poblaciones de Deuben, Döhlen y Portschappel; estas dos últimas aparecen mencionadas por primera vez en un documento fechado en 1206. Freital es famosa por su actividad industrial, relacionada sobre todo con la minería de la hulla y la siderurgia. Se la conoce con el sobrenombre de Tal der Arbeit ('Valle del Trabajo').

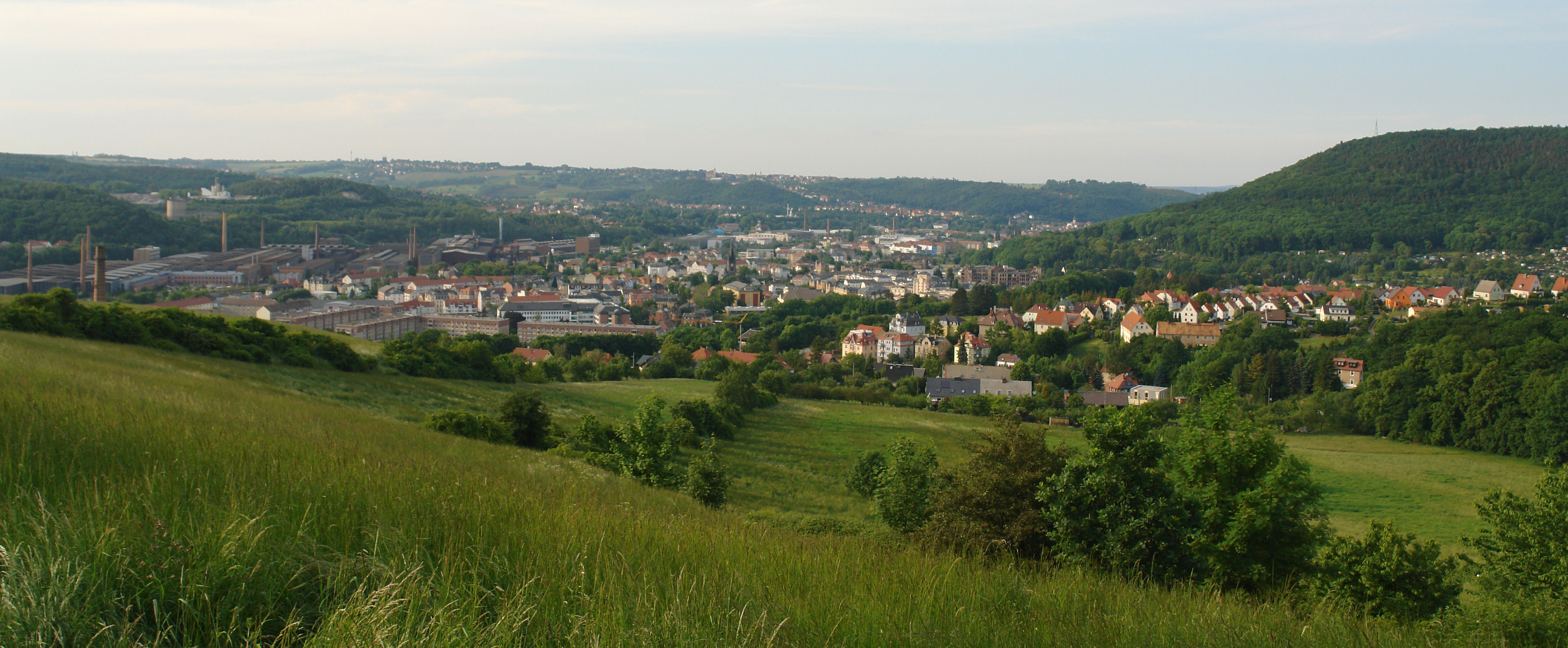
Vista panorámica de Freital.